# Carpus von Beröa
Carpus von Beröa (auch: Karpus von Troas) gilt als einer der Siebzig Jünger.

## Leben
Er wird im 2. Timotheusbrief erwähnt, wo Paulus bemerkt, dass er seinen Mantel in Troas bei Carpus gelassen habe (2 Tim 4,13 ). Carpus soll Bischof in Beröa gewesen sein. Er wird als Heiliger verehrt; sein Gedenktag ist der 13. Oktober.